# Wątok
Wątok (dawniej m.in. Polna, Rzeka Skrzyszowska) – potok w województwie małopolskim przepływający przez gminy Ryglice, Skrzyszów oraz miasto Tarnów. Wątok jest prawobrzeżnym dopływem Białej.

## Etymologia
Wątok w swojej historii określany był kilkoma nazwami: Trśną, Trosiną, później Strusiną, od której wzięła się nazwa jednego z tarnowskich osiedli. Potok zwano także Polną, Potokiem Szynwałdzkim, Rzeką Skrzyszowską, czy Potokiem Zalasowskim.
Obecna nazwa potoku, która po raz pierwszy pojawiła się w dokumentach w XVIII wieku, pochodzi od słowa wątok, oznaczającego dolinę lub wąwóz, w którym płynie strumień.

## Położenie i charakterystyka
Ciek znajduje się w województwie małopolskim, przepływa przez Zalasową, Szynwałd i Skrzyszów, a następnie przez Tarnów, jedyne miasto w jego biegu. Jest prawobrzeżnym dopływem Białej, do której wpływa na granicy tarnowskich osiedli Krakowska i Gumniska-Zabłocie.
Wątok ma charakter potoku górskiego i charakteryzuje się gwałtownymi przyrostami stanu wody. Jego dolina jest przykładem doliny V-kształtnej. W klasyfikacji stref rybnych ciek zaliczany jest do krainy pstrąga, ze względu na bystry nurt, niskie temperatury wody oraz znaczny spadek koryta; występują w nim m.in. pstrągi potokowe, strzeble potokowe, ślizy, klenie i ukleje.
W planie gospodarowania wodami na obszarze dorzecza Wisły z 2011 był określony jako silnie zmieniona jednolita część wód powierzchniowych o kodzie PLRW200012214889. Ma przypisany typ 12, czyli potok fliszowy. W systemie gospodarki wodnej należy do regionu wodnego Górnej Wisły i podlega Małopolskiemu Zarządu Melioracji i Urządzeń Wodnych w Krakowie. Identyfikator na Mapie Podziału Hydrograficznego Polski to 21488.
Długość potoku wynosi 23,02 km (23,3 km), z czego końcowe 7,5 km koryta leży na obszarze Tarnowa. Na Wątoku nie są prowadzone pomiary hydrometryczne. Z obliczeń u ujścia wynika, że średni roczny przepływ wynosi ok. 0,748 m³/s, a średni niski przepływ liczy ok. 0,206 m³/s.

## Przebieg potoku
Źródła potoku znajdują się na obszarze przysiółka Stawiska w Zalasowej koło Ryglic na wysokości 321 m n.p.m. (320 m). Górny bieg potoku znajduje się na Przedgórzu Karpackim, dolny odcinek na Płaskowyżu Tarnowskim. Dolina cieku przecięta jest osadami z epoki lodowcowej i leżącymi pod nią warstwami gliny z epoki miocenu. W górnym biegu Wątok przepływa przez tereny rolnicze, gdzie w wyniku spływów obszarowych zwiększa się ilość substancji biogennych w wodzie. W centrum miejscowości Skrzyszów potok uregulowano. W dolnym biegu ciek płynie przez tereny zurbanizowane Tarnowa, najpierw płytkim meandrującym korytem, by następnie wpłynąć do centrum miasta, gdzie został w latach 20. XX w. uregulowany. Na przełomie XX i XXI wieku wzdłuż Wątoku przy ulicy Nadbrzeżnej na tarnowskiej Starówce zbudowano kilkusetmetrowy bulwar, a także umocniono odcinki koryta i brzegu potoku betonem. W mieście ciek staje się odbiornikiem zanieczyszczeń odprowadzanych kolektorami wód opadowych, a przy silnych opadach może również przyjmować nadmiar ścieków z kanalizacji ogólnospławnej.
Na terenie Tarnowa, prawdopodobnie od średniowiecza, część wód Wątoku prowadzona była odrębnym korytem zwanym Młynówką, w celu napędzania młynów w mieście, jednak ze względu na duże zanieczyszczenie ściekami wód tego odcinka, zasypano go w latach 30. XX wieku.
Końcowy bieg potoku został w okresie II wojny światowej przekopany w celu zabezpieczenia przed zalaniem terenów przemysłowych. Nowe koryto skróciło bieg cieku o około 1170 metrów, a odcięte koryto Wątoku, zwane Starym Wątokiem, zaczęło pełnić funkcję odbiornika wody deszczowej z terenów zurbanizowanych Tarnowa. Ujściowy odcinek potoku został zabezpieczony 740-metrowym wałem cofkowym. Potok uchodzi do Białej na wysokości 191,6 m n.p.m. w okolicy ulicy Przemysłowej, na granicy osiedli Krakowska i Gumniska-Zabłocie.

## Jakość wód
Według badań z 2008 roku wskaźniki biogenne w wodach Wątoku nie spełniały wymagań I i II klasy czystości, co oznacza, że osiągały stan poniżej dobrego. Zanieczyszczenia organiczne i warunki tlenowe osiągały wówczas stan dobry, a wskaźniki charakteryzujące zakwaszenie, zasolenie, oraz zanieczyszczenia niesyntetyczne i specyficzne spełniały wymagania I klasy czystości. W 2019 potencjał ekologiczny wód Wątoku sklasyfikowano jako słaby (IV klasa), o czym zadecydował stan fitobentosu. Stwierdzono wówczas przekroczenia norm stanu dobrego dla niektórych wskaźników utlenialności i zasolenia oraz stężenia niektórych związków azotu. Spośród badanych wówczas substancji priorytetowych przekroczenie norm stwierdzono dla benzo-a-pirenu, co skutkuje klasyfikacją stanu chemicznego poniżej stanu dobrego.
W 2011 i 2014 wykonano monitoring osadów dennych na terenie Tarnowa. Osady sklasyfikowano jako miernie zanieczyszczone, gdyż prawie wszystkie badane parametry mieściły się w I klasie, a jej normy nieznacznie przekraczało tylko stężenie WWA, a w 2011 także pochodnych DDT. Nieco gorzej sklasyfikowano stan osadów w 2017 – w trzeciej klasie, o czy zdecydowało głównie stężenie ołowiu. Z kolei stężenie WWA i DDT w tym badaniu nie przekraczało norm.

## Zlewnia
Powierzchnia zlewni wynosi 84,94 km² (89,4 km², 91,4 km²). Zlewnia Wątoku leży na terenie dwóch jednostek geomorfologicznych: Pogórza Karpackiego i Kotliny Sandomierskiej. Górna, lewostronna część zlewni znajduje się na Pogórzu Ciężkowickim, gdzie przeważają gleby lessowe o zdolnościach do zaskorupiania się, co ma wpływ na duże wartości spływu powierzchniowego. W korycie można tam zauważyć wychodnie piaskowca. Pozostała, dolna część zlewni zbudowana z osadów trzeciorzędowych, przykrytych piaskami rzecznymi i lodowcowymi, położona jest Kotlinie Sandomierskiej.
Zlewnia potoku jest w znaczącej części użytkowana rolniczo i słabo zalesiona, przez co charakteryzuje się niską retencją wodną, co przy dużym spływie powierzchniowym powoduje gwałtowne przybory wód oraz ryzyko powodzi.
W zlewni Wątoku przeważają głównie lewobrzeżne dopływy; dopływy prawobrzeżne są krótkie i mają mały spadek. Ważniejszymi dopływami cieku są potoki: Łękawka (zwana także Wątoczkiem), Strusinka oraz Małochlebówka.

## Galeria

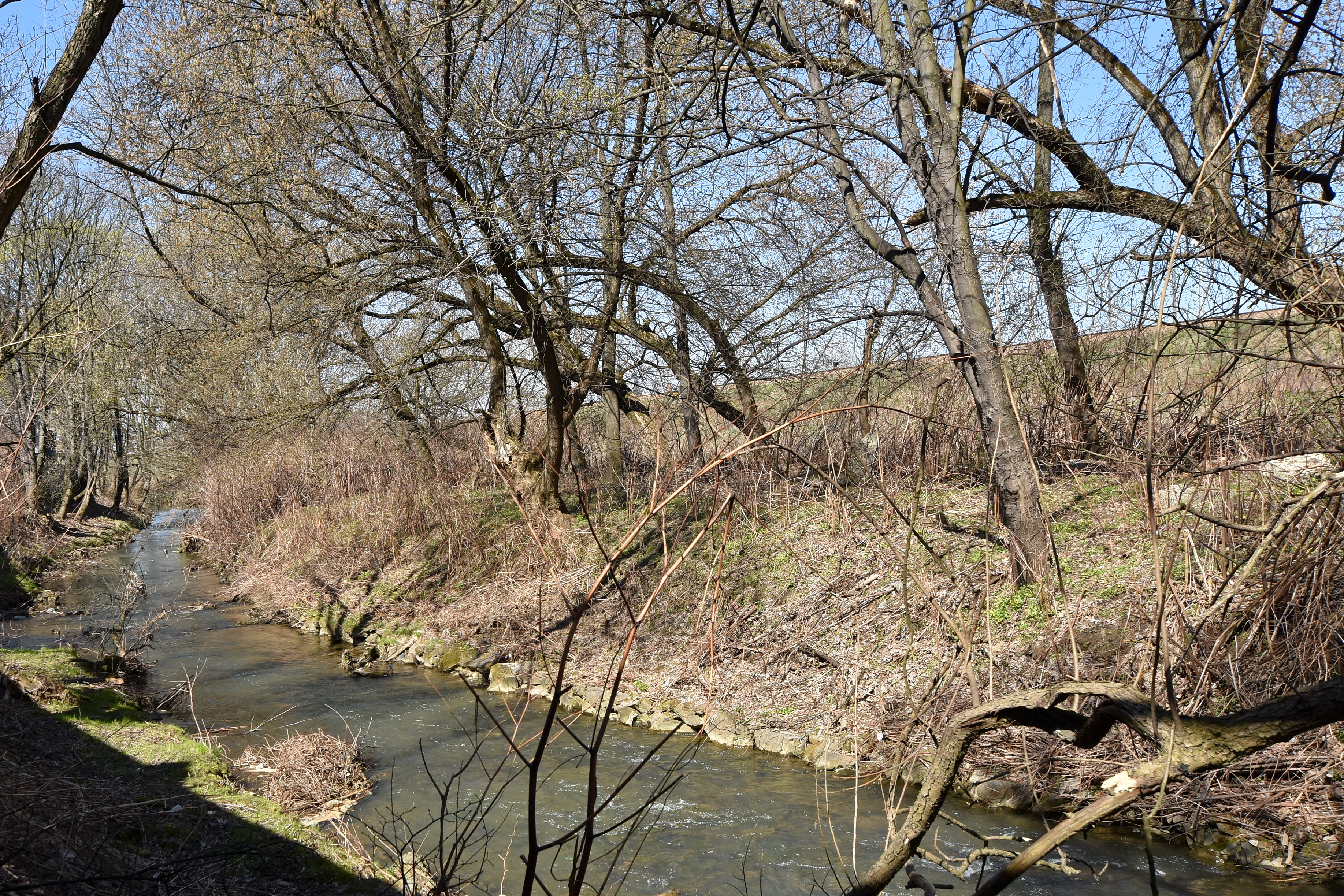
Wątok w Tarnowie przy ul. Tuchowskiej
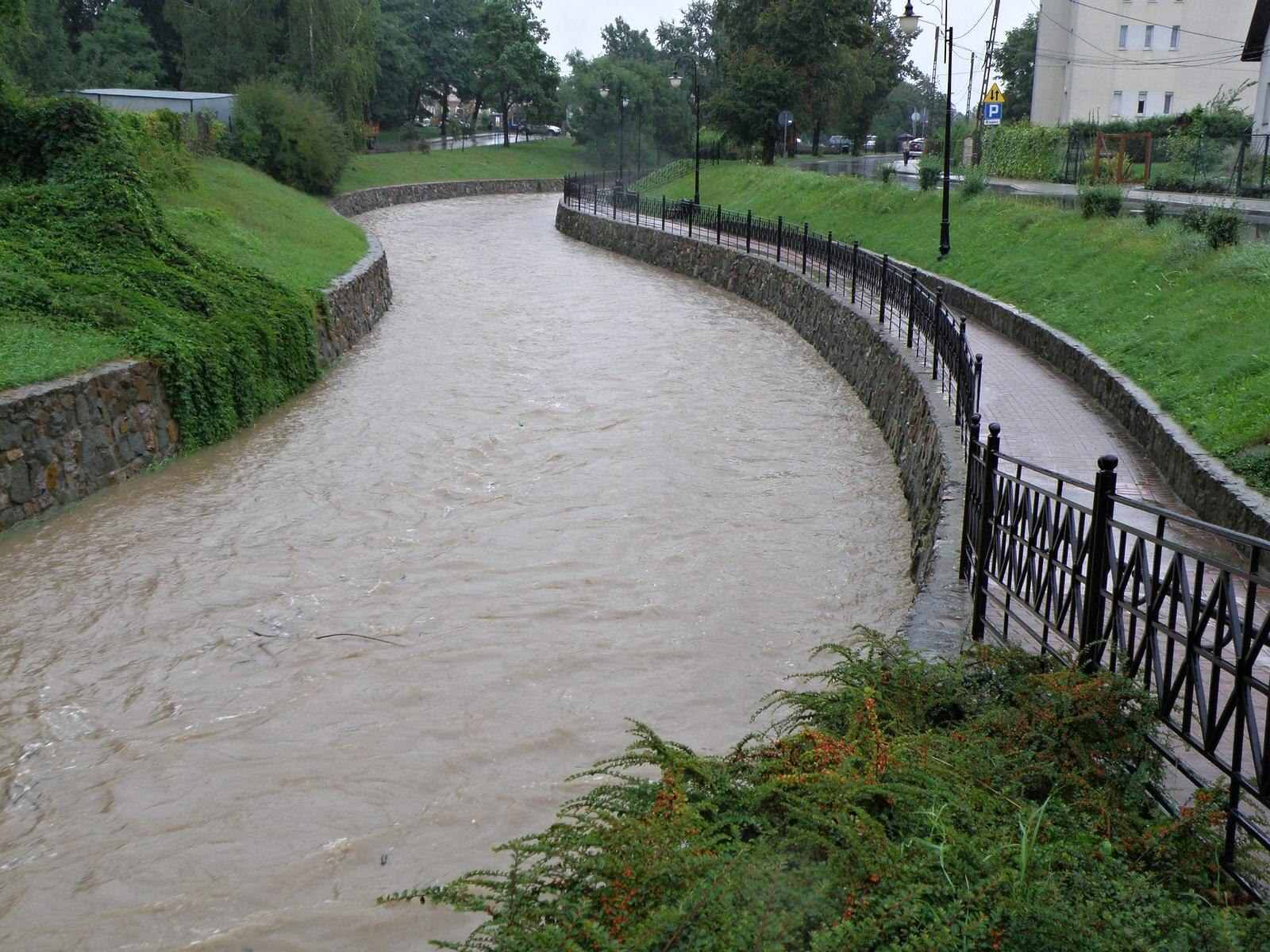
Wątok w Tarnowie podczas wysokiego stanu wody.
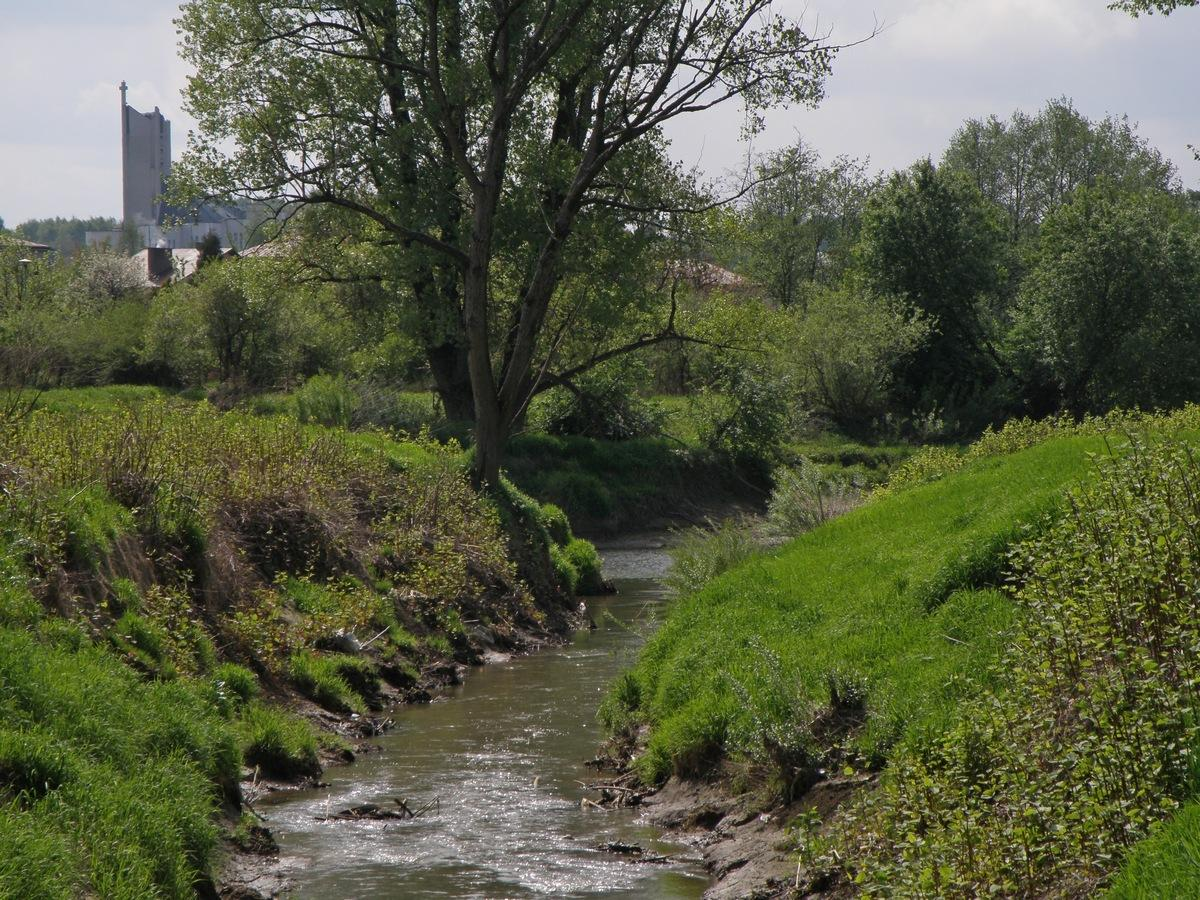
Widok na uchodzący do Białej potok. W głębi z lewej kościół w Koszycach Wielkich.
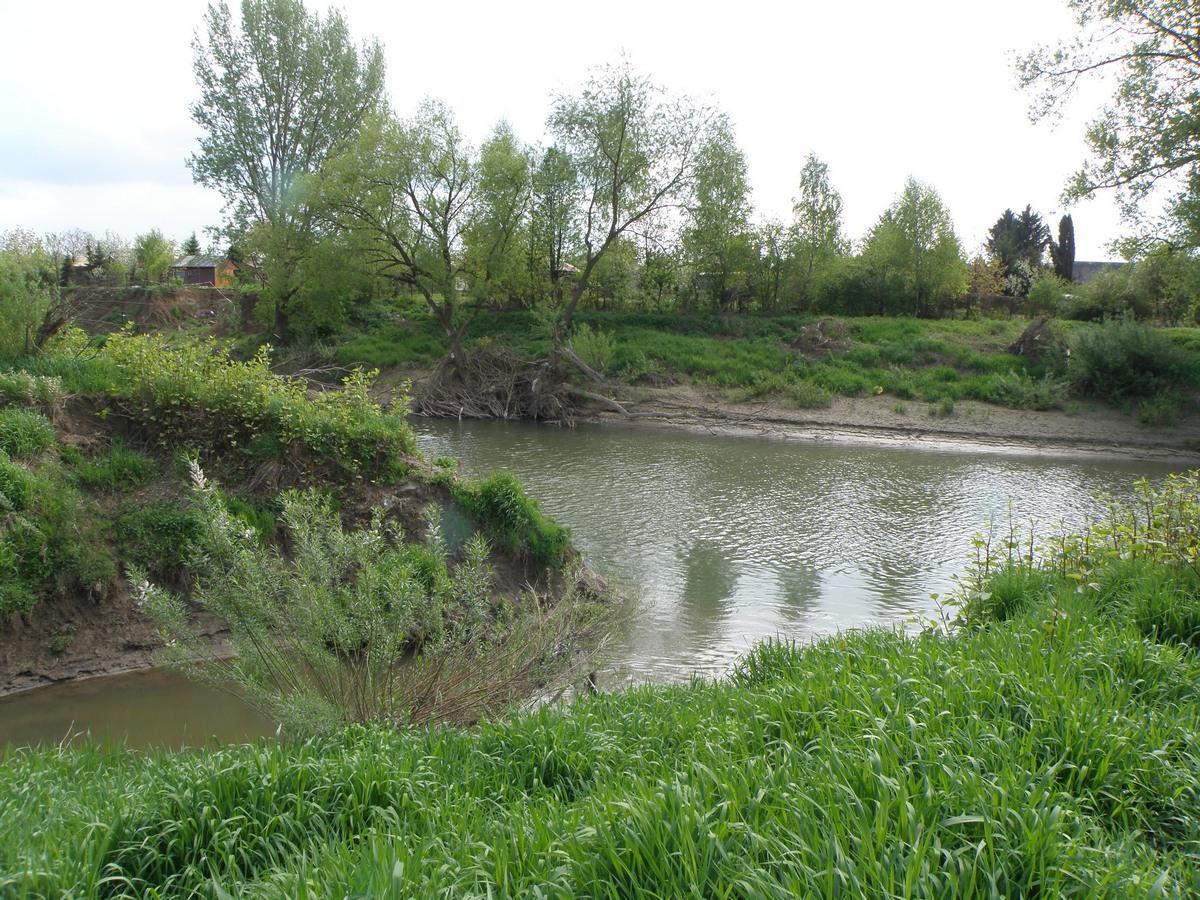
Ujście potoku do rzeki Białej.